# 殺人草莓夜 (電影)
《殺人草莓夜 電影版》（日語：ストロベリーナイト）是2013年日本電影作品，改編自日本推理作家譽田哲也的警察小說《姬川玲子系列》中的《無影之雨》，竹內結子主演。宣傳標語是「姬川班，最後的事件」、「如大雨般傾盆而下的痛楚，是愛還是瘋狂——」

## 劇情
姬川玲子是警視廳搜查一課裡唯一的女性長官，萬綠叢中一點紅的她，對重大犯罪卻有異常敏銳的直覺，加上與下屬姬川幫的絕佳默契，常是破案關鍵搭擋。警方追查一樁兇殘連續殺人事件，死者曾是暴力組織成員，正當調查陷入僵局時，警方接到一通報案電話，聲稱「犯人是柳井健斗」，上頭卻下達命令：停止繼續追查。
玲子不惜賠上警界前途，獨自私下展開調查找出真相。向來獨來獨往、公私分明的姬川，這次查案卻「失手」和案件關係人－黑道老大牧田勳越走越近，讓下屬菊田和男非常擔心，組織不可告人的黑暗秘密、破不了的兇殺案同時糾結著危險禁忌之戀，將導向什麼一發不可收拾的結局？

## 登場人物

### 常規演員
姬川玲子 - 竹內結子（高中時代：岡本梓）（香港配音：曾秀清）
菊田和男 - 西島秀俊（香港配音：陳廷軒）
石倉保 - 宇梶剛士（香港配音：張炳強）
葉山則之 - 小出惠介（香港配音：麥皓豐）
湯田康平 - 丸山隆平（香港配音：李凱傑）
小峰薰 - 田中要次（香港配音：劉昭文）
林克彥 - 半海一晃（香港配音：馮錦堂）
姫川瑞江 - 手塚理美（香港配音：蔡惠萍）
大山聰 - 中林大樹（香港配音：劉奕希）
遠山義行 - 井上康
國奧定之助 - 津川雅彦（香港配音：陳永信）
日下守 - 遠藤憲一（香港配音：葉振聲）
橋爪俊介 - 渡邊一惠（香港配音：盧國權）
今泉春男 - 高嶋政宏（香港配音：陳欣）
井岡博滿 - 生瀨勝久（香港配音：李錦綸）
勝俣健作 - 武田鐵矢（香港配音：潘文柏）

### 龍崎組
牧田勲 - 大澤隆夫（香港配音：蘇強文）
小林充 - 金子統昭（香港配音：關令翹）
水谷次郎 - 伊吹吾郎（香港配音：林國雄）
島本秀彦 - 花王收（香港配音：陳曙光）
川上義則 - 金子賢（香港配音：李鎮然）
藤元英也 - 鶴見辰吾（香港配音：招世亮）
龍崎神矢 - 石橋蓮司（香港配音：招世亮）

### 警視廳
和田徹（搜查第一課長） - 三浦友和（友情演出）（香港配音：陳永信）
宮崎真一郎（搜查四課係長） - 今井雅之（香港配音：馮志輝）
片山正文（搜查四課主任） - 柴俊夫（香港配音：朱子聰）
長岡征治（刑事部長） - 田中哲司（香港配音：古明華）

### 與柳井健斗有所關連的人物
柳井健斗  - 染谷將太（香港配音：張裕東）
柳井千惠 - 横山美雪（香港配音：黃淑芬）
柳井篤司 - 飯田基祐（香港配音：劉昭文）
内田貴代 - 岡本玲
柳井智子 - 大橋貴子